# Disophrys madagascariensis
Disophrys madagascariensis är en stekelart som beskrevs av Granger 1949. Disophrys madagascariensis ingår i släktet Disophrys och familjen bracksteklar. Inga underarter finns listade i Catalogue of Life.